# 比拉亞蘇瓦爾
39°27′30″N 48°32′42″E / 39.45833°N 48.54500°E

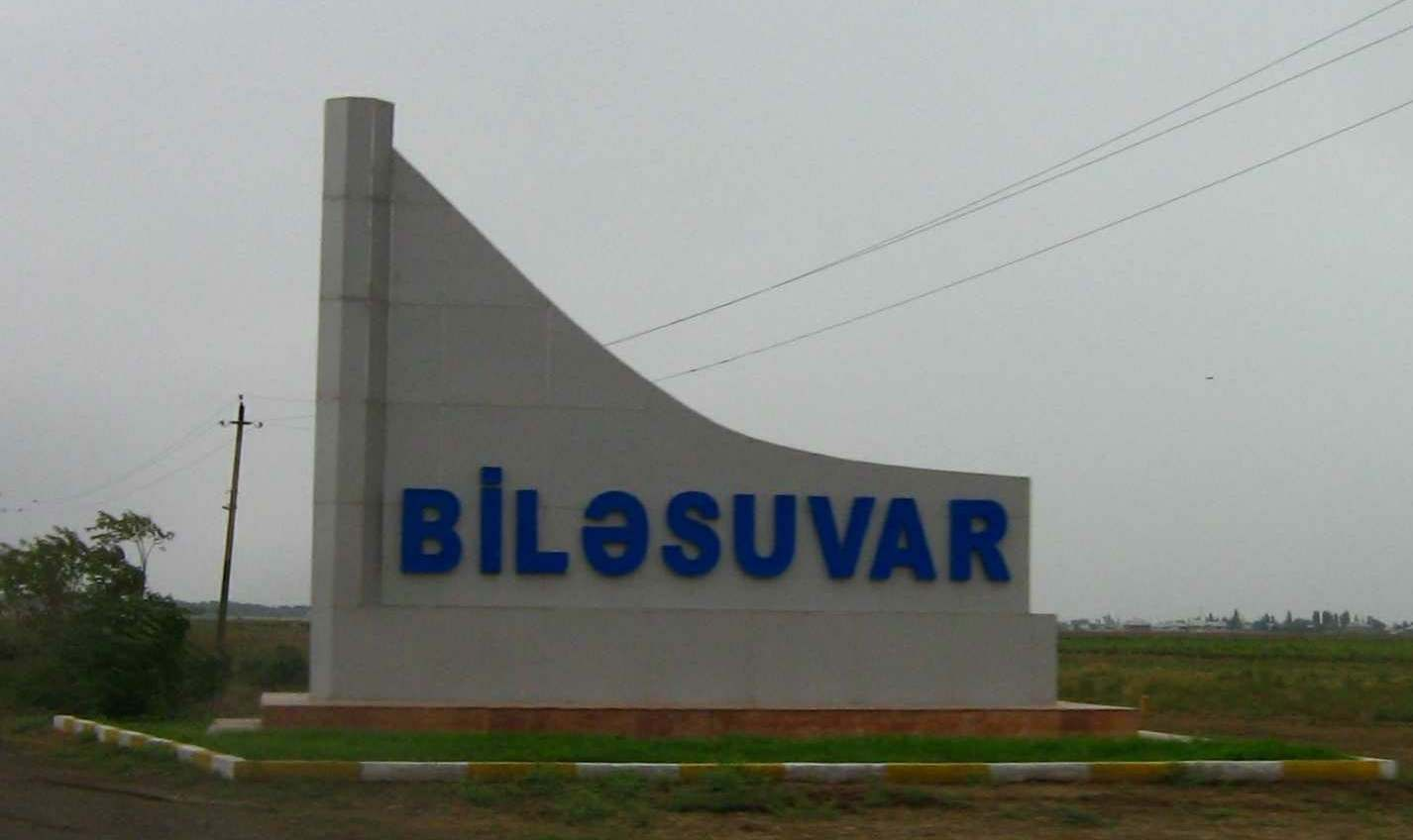
比拉亞蘇瓦爾

比拉亞蘇瓦爾是阿塞拜疆的城鎮，也是比利亞蘇瓦爾區的首府，位於該國東南部，距離首都巴庫182公里，海拔高度5米，是該地區的農業中心，2010年人口20,101。

## 外部連結
- World Gazetteer: Azerbaijan[] – World-Gazetteer.com
- Agricultural development news